# Spiegelau
Spiegelau ist eine Gemeinde im niederbayerischen Landkreis Freyung-Grafenau. Der gleichnamige Hauptort ist ein staatlich anerkannter Erholungsort.

## Geografie

### Geografische Lage
Die Gemeinde liegt in der Region Donau-Wald inmitten des Bayerischen Waldes und unmittelbar am Nationalpark Bayerischer Wald. Nach Grafenau sind es acht Kilometer, nach Freyung 26 km, nach Zwiesel 20 km und nach Passau 48 km. Zum tschechischen Grenzübergang Bayerisch Eisenstein oder zum Grenzübergang Philippsreut fährt man jeweils 35 km. Der Ort besitzt einen eigenen Bahnhof an der Bahnstrecke Zwiesel–Grafenau, der im Stundentakt durch die Linie RB 36 der Waldbahn bedient wird.

### Nachbargemeinden
- Frauenau (Landkreis Regen)
- Kirchdorf im Wald (Landkreis Regen)
- Eppenschlag
- Schönberg (Niederbayern)
- Grafenau (Niederbayern)
- Sankt Oswald-Riedlhütte

### Gemeindegliederung
Es gibt 33 Gemeindeteile (in Klammern ist der Siedlungstyp angegeben):
- Althütte (Dorf)
- Augrub (Dorf)
- Beiwald (Dorf)
- Flanitzhütte (Weiler)
- Hauswald (Weiler)
- Hirschöd (Weiler)
- Hirschschlag (Weiler)
- Hirschthalmühle (Einöde)
- Hochreuth (Dorf)
- Holzhammer (Weiler)
- Holzmühle (Weiler)
- Jägerfleck (Weiler)
- Kirchenberg (Weiler)
- Klingenbrunn (Pfarrdorf)
- Kronreuth (Weiler)
- Langdorf (Dorf)
- Luisenfels (Weiler)
- Mühlberg (Dorf)
- Neuhütte (Weiler)
- Oberkreuzberg (Pfarrdorf)
- Ochsenkopf (Weiler)
- Palmberg (Dorf)
- Pronfelden (Dorf)
- Rehbruck (Einöde)
- Reinhardschlag (Weiler)
- Reuteck (Dorf)
- Ringen (Weiler)
- Sommerau (Weiler)
- Spiegelau (Pfarrdorf)
- Steinbüchl (Weiler)
- Winkelhof (Einöde)
- Winkelmühle (Einöde)
- Winkelreuth (Weiler)

Es gibt die Gemarkungen Klingenbrunn und Oberkreuzberg.

## Geschichte

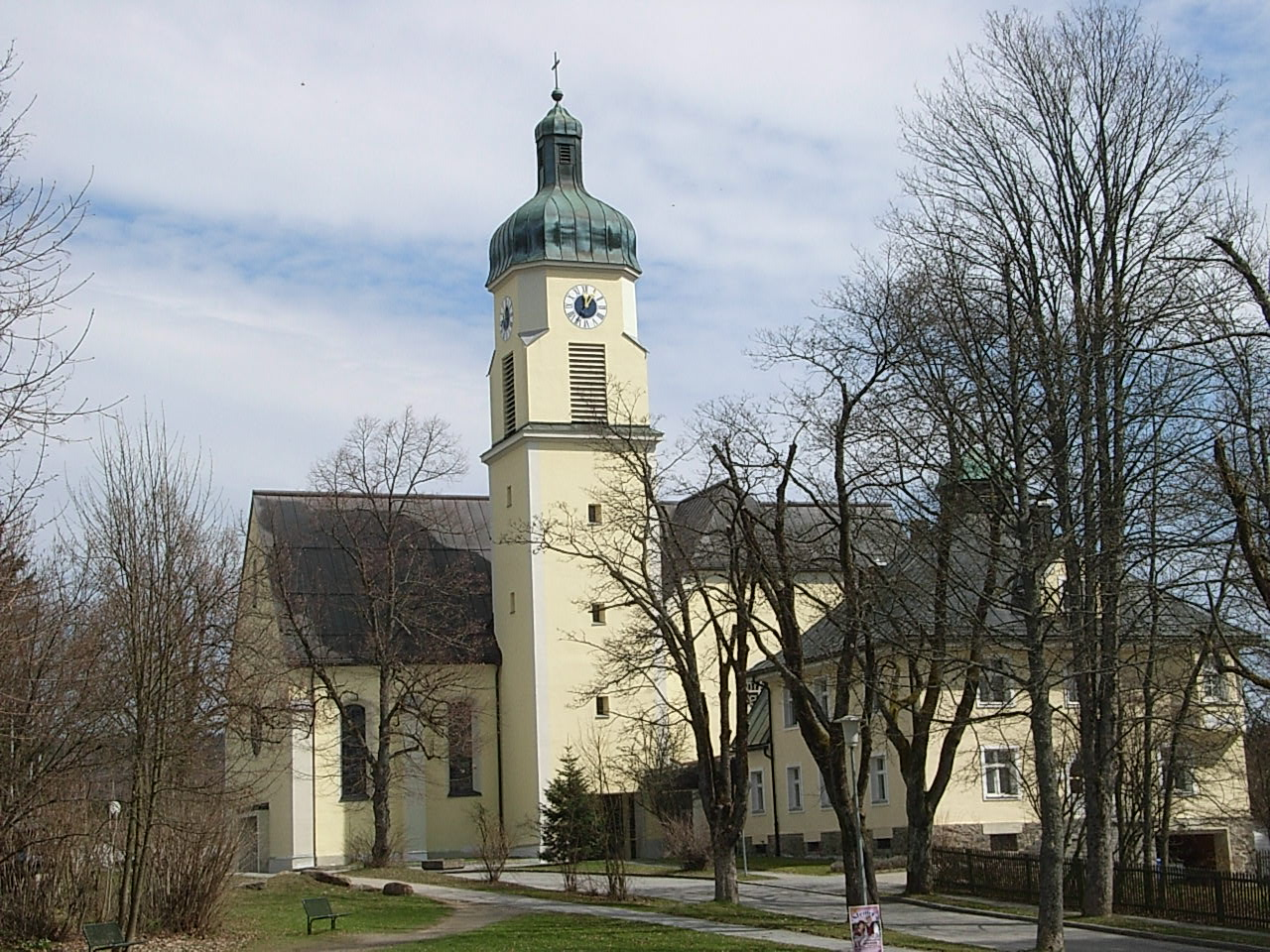
Die katholische Pfarrkirche St. Johannes der Täufer

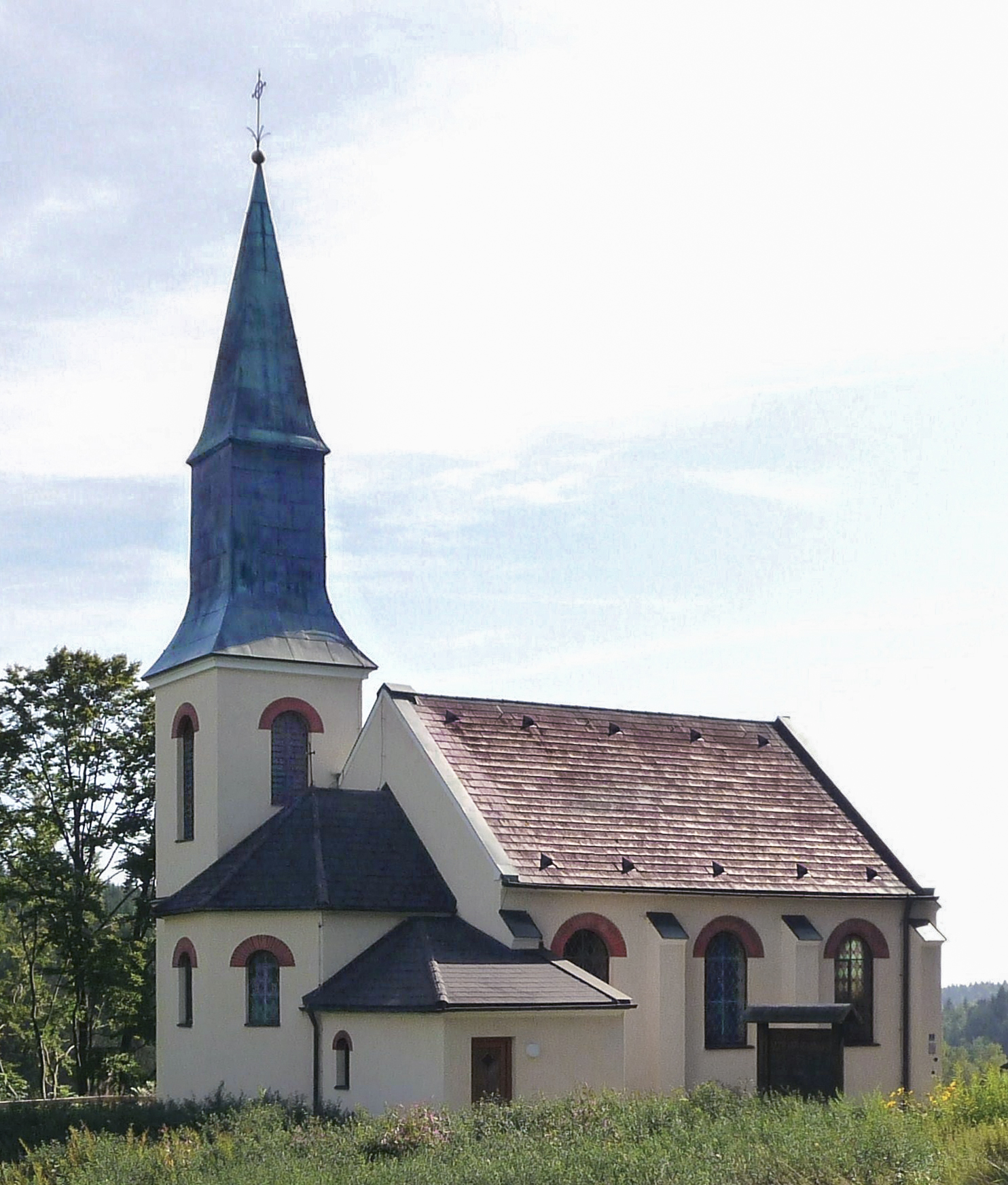
Die evangelische Martin-Luther-Kirche

### Bis zum 19. Jahrhundert
Der Ort, dessen Geschichte mit der Glas- und Holzwirtschaft eng verbunden ist, entstand aus einer Glashütte. 1521 wurde die Glashütte Spiegelau zum ersten Mal urkundlich erwähnt und im Jahr 1568 in der Karte von Bayern des Philipp Apian als Spiegelfabrik eingezeichnet. Der Glashüttenhof, das Anwesen des Hüttenmeisters mit Landwirtschaft und allen anderen Wirtschaftsgebäuden stand in Klingenbrunn und verblieb dort bis zur Auflösung 1832. Der Standort der eigentlichen Glashütte, wo das Glas erschmolzen und geformt wurde, wechselte zwischen Ochsenkopf, Althütte, Neuhütte und Spiegelau. Nach der Stilllegung der Glashütte Spiegelau im 17. Jahrhundert bestand das nahezu verwaiste Anwesen als Spiegelaumühle weiter.
Erst 1839 errichtete Anton Hellmayer in Spiegelau wieder eine Glashütte, die 1842 von Anton Stangl aus Zwiesel ersteigert wurde. Nun begann eine neue Blüte der Glasproduktion. Im Jahr 1860 wurde eine Kapelle eingeweiht. Später errichteten Industrielle aus Bayern und Sachsen in Spiegelau Fabriken für Holzverarbeitung und Pappenherstellung. Nach der Jahrhundertwende ging der Aufschwung weiter. Für den Transport des reichlich vorhandenen Holzes in den umliegenden Wäldern wurde ab 1900 eigens eine Schmalspurbahn, die Spiegelauer Waldbahn, gebaut.

### 20. und 21. Jahrhundert
Am 31. Oktober 1901 konnte die evangelische Martin-Luther-Kirche eingeweiht werden. Unternehmer und leitende Angestellte aus Sachsen und Oberfranken, die in Spiegelau sesshaft geworden waren, initiierten ihre Erbauung oberhalb der Villa des damaligen Fabrikbesitzers Petzold. Die erste Schule in Spiegelau wurde 1902 erbaut. 1908 wurde der Saal einer Gaststätte zur Notkirche bestimmt. Am 14. Dezember 1916 folgte nach zweijähriger Bauzeit die Weihe der neubarocken katholischen Kirche St. Johannes der Täufer. Der Architekt Hans Schurr errichtete das Bauwerk. Die katholische Kirche erhielt 1967 bis 1970 nach einer Umgestaltung eine vorwiegend moderne Ausstattung.
1919 erwarb das Nürnberger Unternehmen Bing die seit 1913 stillgelegte Glashütte. Als Geschäftsführer wurde Fritz Pretzfelder, (* 1878 in Nürnberg) tätig. Dieser erwarb die Glashütte 1926, wandelte sie in eine GmbH um (Kristallglasfabrik Spiegelau) und modernisierte sie. Die Glasfabrik wurde zum größten Arbeitgeber Spiegelaus. 1939 wurde die Fabrik der Familie Pretzfelder zugunsten der Herren Paul Beate und Hans von Schöppenthau abgepresst („arisiert“).
1949 erhielt die Familie ihr Eigentum zurück und führte sie unter Direktor Willy Danzmann zu neuer Blüte. 1953 erhielt Kommerzienrat Fritz Pretzfelder die Ehrenbürgerwürde der Gemeinde. Am 21. Februar 1958 wurde ihm für seine Verdienste das Bundesverdienstkreuz I. Klasse verliehen. Nach dem Tod Fritz Pretzfelders 1961 und Willy Danzmanns 1962 wurde die Kristallglasfabrik verkauft. Unter verschiedenen Besitzern ging es wirtschaftlich auf und ab, bis die Produktion in Spiegelau vom heutigen Eigentümer, dem österreichischen Unternehmen Riedel Glas, im Jahr 2008 eingestellt wurde.
Spiegelau, das zunächst Gemeindeteil von Oberkreuzberg und dann von Klingenbrunn war, wurde allmählich größer als die älteren Orte der Umgebung. Am 14. August 1959 änderte man den Namen der Gemeinde Klingenbrunn in Spiegelau. Dadurch wurde Spiegelau zum Hauptort, und Klingenbrunn und Oberkreuzberg wurden Gemeindeteile der neu entstandenen Gemeinde.
Heute wird die Glasmachertradition mit der Einrichtung eines Technologiezentrums für Heißglastechnologie der Hochschule Deggendorf (zum Beispiel Präzisions-Blankpress-Verfahren für optische Linsen) weitergeführt.

### Eingemeindungen
Im Zuge der Gebietsreform in Bayern wurde am 1. Januar 1978 die Gemeinde Oberkreuzberg und am 1. Mai 1978 Teile der Gemeinde Sankt Oswald eingegliedert. Am 1. Januar 2014 wurde das gemeindefreie Gebiet Klingenbrunner Wald im Westen mit einer Fläche von 661,71 Hektar eingemeindet.

### Einwohnerentwicklung
Zwischen 1988 und 2018 sank die Einwohnerzahl von 4024 auf 3887 um 137 Einwohner bzw. um 3,4 %.
| Jahr | Einwohner |
| ---- | --------- |
| 1961 | 4314      |
| 1970 | 4379      |
| 1987 | 4064      |
| 1991 | 4224      |
| 1995 | 4329      |
| 2000 | 4212      |
| 2005 | 4119      |
| 2010 | 3947      |
| 2015 | 3864      |

## Politik

### Gemeinderat
Die Gemeinderatswahl 2020 erbrachte folgende Sitzverteilung:
- CSU: 8 Sitze
- Freie Wähler Spiegelau: 5 Sitze
- Parteifreie Bürger: 3 Sitze

### Bürgermeister
Erster Bürgermeister bis zur Kommunalwahl 2014 war Josef Luksch (SPD). Seit 2014 bekleidet Karlheinz Roth (CSU) das Bürgermeisteramt.

### Wappen
| Wappen von Spiegelau | Blasonierung: „In Silber (Weiß) ein blauer Balken, im Ganzen belegt mit einem rot gerahmten silbernen (weißen) Handspiegel mit rotem Griff.“ |
| Wappen von Spiegelau | Wappenbegründung: Der Spiegel ist redendes Bild für den Gemeindenamen und weist zugleich auf die traditionell im Gemeindegebiet betriebene Glasmacherei, insbesondere die Spiegelglasfabrikation, hin. Der blaue Balken im silbernen (weißen) Schild entspricht dem Wappen der Landgrafen von Leuchtenberg, unter deren Herrschaft (1375–1417) die Gegend von Spiegelau siedlungsmäßig erschlossen wurde. Nach Beschluss des Gemeinderats und Zustimmung des Staatsministeriums des Innern wird das Wappen seit 1962 von der Gemeinde Spiegelau geführt. |

## Kultur und Sehenswürdigkeiten

### Museen
- Käfer- und Glasgalerie
- Waldbahn-Ausstellung

### Pandurenfest
Alle zwei Jahre findet im Ort das Spiegelauer Pandurenfest statt. Es soll an den Überfall des Freischärlers Franz von der Trenck im Österreichischen Erbfolgekrieg erinnern. Seine Einheit bestand aus Panduren aus Slawonien, die plündernd durch den Bayerischen Wald zogen. Das Fest wurde 2017 mit dem Heimatpreis Bayern ausgezeichnet.

## Wirtschaft und Infrastruktur

### Wirtschaft einschließlich Land- und Forstwirtschaft
Im Jahre 1997 eröffnete Bundeskanzler Helmut Kohl in Spiegelau die Glasstraße. Diese neue deutsche Ferienstraße führt von Neustadt an der Waldnaab über Spiegelau bis nach Passau und zeigt die Vergangenheit und Gegenwart des Glases entlang dieser Fahrtroute.
1998 gab es sozialversicherungspflichtig Beschäftigte:
- am Arbeitsort
  - in der Land- und Forstwirtschaft: keine
  - im produzierenden Gewerbe: 569
  - im Bereich Handel und Verkehr: keine
  - in sonstigen Wirtschaftsbereichen: 239
- am Wohnort: insgesamt 1354.

Im verarbeitenden Gewerbe gab es einen, im Bauhauptgewerbe fünf Betriebe. Zudem bestanden im Jahr 1999 42 landwirtschaftliche Betriebe mit einer landwirtschaftlich genutzten Fläche von 399 ha. Davon waren 8 ha Ackerfläche und 391 ha Dauergrünfläche.
Die Holzindustrie verschwand nahezu, die Kristallglasfabrik stellte 2008 die Produktion ein. Nur noch der Tourismus und wenige Betriebe im Ort bieten Arbeitsplätze.

### Bildung
Es gibt folgende Einrichtungen (Stand: 2004):
- Kindergärten: 100 Kindergartenplätze
- Volksschulen: eine mit 240 Schülern
- Bildungszentrum für den Bundesfreiwilligendienst Spiegelau (ehemals Zivildienstschule Spiegelau)
- Technologieanwenderzentrum für Heißglastechnologie der FH Deggendorf

Aufgrund sinkender Schülerzahlen wurde ab dem Schuljahr 2006/07 die Volksschule aufgelöst und in eine Grundschule umgewandelt. Für die Mittelschule besteht ein Schulverbund mit den Gemeinden Riedlhütte und Neuschönau (Paul-Friedl-Mittelschule, Riedlhütte).

### Verkehr

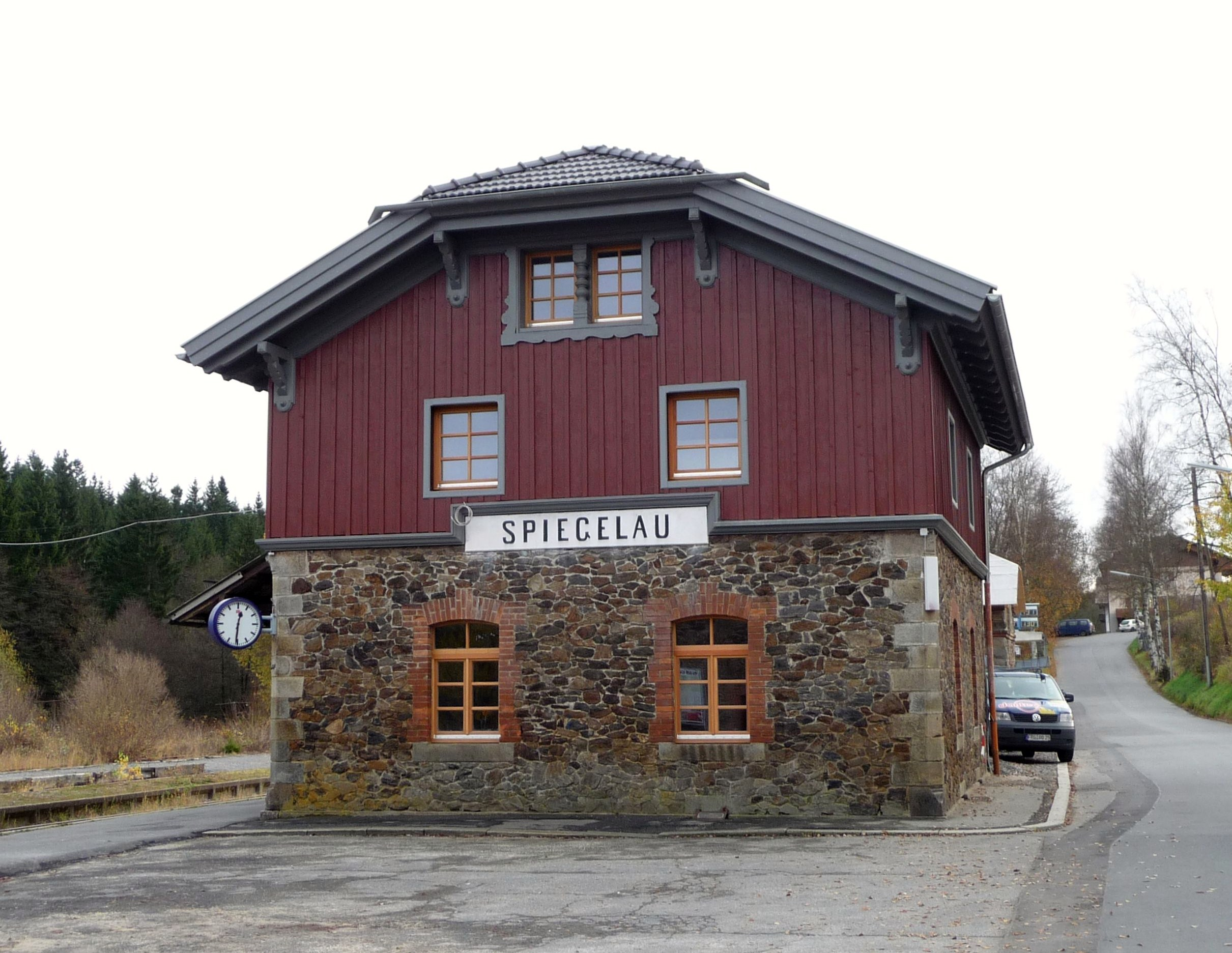
Bahnhof Spiegelau

Spiegelau ist durch die Staatsstraße 2132 mit Grafenau und Frauenau verbunden. Zudem führt die Staatsstraße 2129 über Eppenschlag zur B 85; Kreisstraßen führen in die Nachbargemeinden Kirchdorf im Wald, Schönberg (Niederbayern), Sankt Oswald-Riedlhütte und Neuschönau.
Spiegelau ist in das „Igelbus“-System des Nationalparks Bayerischer Wald eingebunden und dabei ein bedeutender Knotenpunkt. Daneben gibt es den Bahnhof Spiegelau an der zweistündlich bedienten Bahnstrecke Zwiesel–Grafenau. Bis 1960 begann hier die schmalspurige Spiegelauer Waldbahn.
Im Gemeindegebiet gilt das Bayerwald-Ticket. Seit dem 1. Mai 2010 ist Spiegelau neben weiteren Bayerwaldgemeinden an dem GUTi – Gästeservice Umwelt-Ticket beteiligt, das den Urlaubsgästen kostenlose Beförderung auf allen Bahn- und Busverbindungen im Bayerwald-Ticket-Tarifgebiet bietet.
Seit dem Jahr 2016 werden in Spiegelau alle Straßenbeleuchtungen (mit Ausnahme dreier Hauptstraßenlaternen) aus Energieeffizienzgründen ab 1:00 Uhr morgens ausgeschaltet. Seit 2022 verfügt das Dorf zum Großteil über Straßenlaternen, welche mit LED-Strahlern betrieben werden.

## Persönlichkeiten
- Alois Geiger (1890–1943). Der Leiter der Sanitätskolonne Spiegelau wurde aufgrund Denunziation wegen „Wehrkraftzersetzung“ angeklagt, zum Tode verurteilt und in Brandenburg an der Havel hingerichtet. Sein Leichnam wurde nach Spiegelau überführt und 1947 dort bestattet. Der Gemeinderat des Ortsteils Pronfelden ehrte ihn mit dem Straßennamen „Doktor-Geiger-Straße“.[11]
- Paul Friedl (1902–1989), genannt „Baumsteftenlenz“, deutscher Schriftsteller und Heimatforscher.
- Josef Schneider (* 1957), in Palmberg geborener Skilangläufer, Biathlontrainer und Unternehmer
- Walter Andreas Euler (* 1962), katholischer Theologe